# Pseudoyersinia teydeana
Pseudoyersinia teydeana — вид богомолів роду Pseudoyersinia. Дрібні богомоли з укороченими крилами та надкрилами, поширені на острові Тенерифе з архіпелагу Канарських островів.

## Опис
Дрібні богомоли, довжина тіла складає всього 2,1 см у самців, у самиць від 1,8 до 2,3 см. Тіло зеленувате. Фасеткові очі конічні, без горбика на верхівці. Краї передньогрудей гладенькі у самців, дрібно зазубрені в самиць. Черевце тонке.

### Схожі види
Від близького виду Pseudoyersinia subaptera, поширеного на тому ж острові, відрізняється відсутністю горбика на оці, більш струнким черевцем та будовою статевих органів. 

## Спосіб життя та ареал
Ендемічний вид острова Тенерифе. Зустрічається на схилах гори Тейде на висоті 1300-2400 м н. р. м. Ареал невеликий, проте богомоли трапляються відносно часто. Імаго та личинки мешкають на відкритих галявинах у соснових лісах у траві, зокрема на Descurainia bourgaeana, Pterocephalus lasiospermus, Cytisus тощо. Активні цілий рік, хоча взимку та влітку імаго рідкісні.
Pseudoyersinia teydeana внесено до Червоного списку МСОП як вид, про який бракує інформації. Екологія виду слабко вивчена.